# Parafia św. Jana Chrzciciela w Czerniczynie

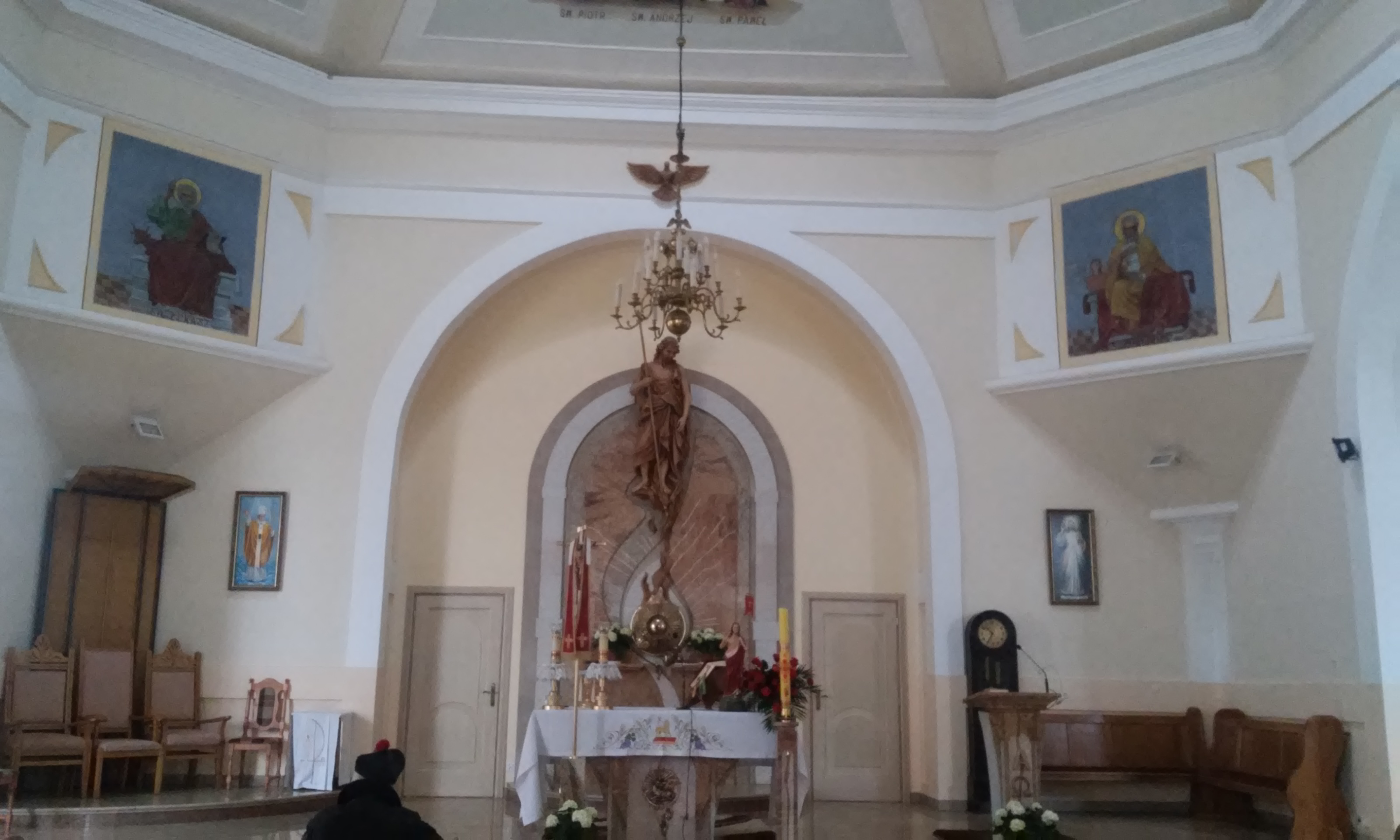
Wnętrze kościoła parafialnego

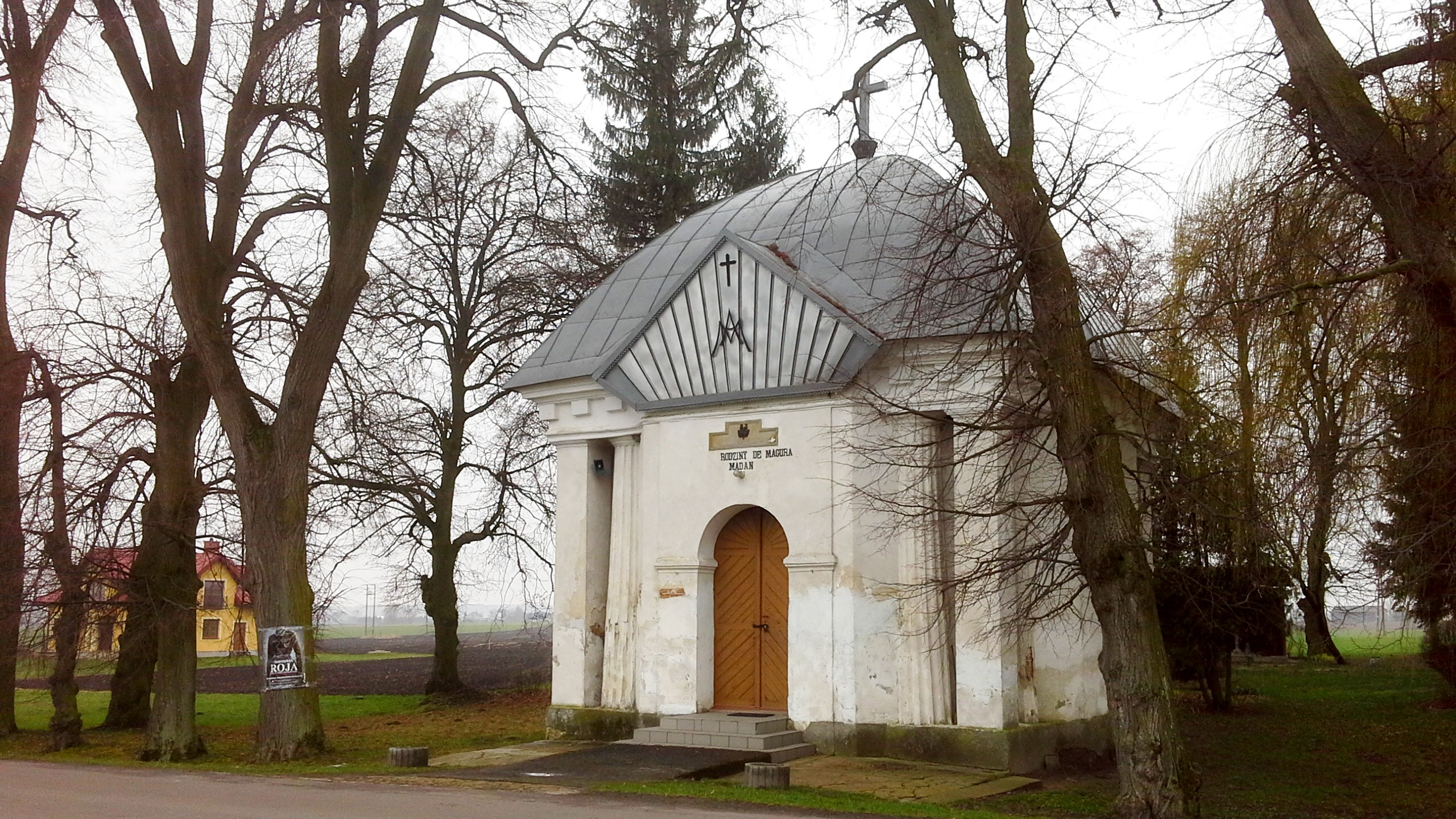
Kościół filialny w Mienianach

Parafia św. Jana Chrzciciela w Czerniczynie – parafia rzymskokatolicka należy do dekanatu Hrubieszów-Południe w diecezji zamojsko-lubaczowskiej.
W skład parafii wchodzą następujące miejscowości:  Czerniczyn, Dąbrowa, Kozodawy, Masłomęcz, Metelin, Łotoszyny i Mieniany.

## Historia
Parafia w Czerniczynie istniała już w wieku XV. Po spaleniu się kościoła parafialnego na początku XVII wieku, wieś przyłączono w roku 1629 do łacińskiej parafii Hrubieszów.
W Czerniczynie w jej miejsce utworzono parafię unicką (greckokatolicką) pw. Wszystkich Świętych z filią w Masłomęczu.
W roku 1875, tak jak wszystkie parafie unickie na tym terenie, została zlikwidowana, zaś wierni wraz ze świątyniami wcieleni do cerkwi prawosławnej.
W latach 1945–1947 ludność prawosławną wysiedlono na tereny Ukraińskiej Socjalistycznej Republiki Radzieckiej i  na tereny "Ziem Odzyskanych", zaś murowana cerkiew w Czerniczynie stała opuszczona.
W roku 1949 świątynię wydzierżawiła od prawosławnych parafia rzymskokatolicka w Hrubieszowie z przeznaczeniem na kościół filialny. Po zaadaptowaniu świątyni do sprawowania obrządku łacińskiego w tym samym roku została ona poświęcona przez ks. Witolda Mazurkiewicza. Posługę duszpasterską pełnili księża z Hrubieszowa.
20 VI 1957 roku, ks. bp Piotr Kałwa erygował samodzielną parafię rzymskokatolicką.
Poza kościołem otrzymała 0,57 ha ziemi na urządzenie cmentarza, jak też przejęła katolicką kaplicę grobową rodu De Magura-Madan w Mienianach.
Pierwszym proboszczem biskup zamianował dotychczasowego wikariusza parafii Uchanie, ks. Władysława Siudema. Za jego czasów wybudowano plebanię z organistówką, budynki gospodarcze, poświęcono nowy cmentarz znajdujący się naprzeciw kościoła, sprowadzono z Trzeszczan XVIII-wieczne organy...
W roku 1976 ks. Władysław Siudem został proboszczem parafii Kurów zaś z Kurowa  przybył ks. Marian Garmol, pracujący w parafii w latach 1976–2006 jako proboszcz, zaś od 2006 roku jako rezydent.
Prowadząc pracę duszpasterską w kościele i pięciu punktach katechetycznych ks. Garmol prowadził szereg prac gospodarczych, m.in. remonty dachów na kościele parafialnym, kaplicy w Mienianach i plebanii; prac malarskich w obu świątyniach, remontu elewacji kaplicy i kościoła, ogrodzeniu cmentarza parafialnego. W roku 1991 (5 maja), dokonano wpisu do księgi wieczystej na rzecz parafii działki w: Czerniczynie, Masłomęczu i Mienianach o pow. 4,99 ha.
W czerwcu 2006 roku, jako administrator, przybył do parafii ks. mgr Piotr Kawecki, dotychczasowy wikariusz parafii Św. Mikołaja w Hrubieszowie. Od grudnia 2006 roku zastąpił odchodzącego na emeryturę ks. kan. Mariana Garmola na stanowisku proboszcza.
W latach 2007–2008 przeprowadzono remont kapitalny wnętrza kościoła (nowa podłoga, renowacja polichromii i rokokowych organów, chorągwi procesyjnych, oraz plebanii.

## Kościoły
- Kościół parafialny pw. św. Jana Chrzciciela w Czerniczynie
- Kościół filialny pw. Niepokalanego Serca Najświętszej Maryi Panny w Mienianach

## Cmentarze
- Czerniczyn – rzymskokatolicki (parafialny) – czynny
- Czerniczyn – prawosławny, dawniej unicki (własność parafii rzymskokatolickiej w Czerniczynie) – nieczynny
- Masłomęcz – prawosławny, dawniej unicki (własność parafii rzymskokatolickiej w Czerniczynie) – nieczynny
- Mieniany – prawosławny – nieczynny

## Szkoły objęte katechizacją
- Szkoła podstawowa w Czerniczynie
- Szkoła podstawowa w Mienianach
- Szkoła podstawowa w Dąbrowie
- Szkoła podstawowa w Ślipczu z siedzibą w Kozodawach

## Lista proboszczów
- ks. kan. Władysław Siudem (1957–1976)
- ks. kan. Marian Garmol (1976–2006)
- ks. mgr. Piotr Kawecki (2006)-2016)
- ks. mgr. Maciej Nizio (2016-2020)
- ks. mgr. Andrzej Dzido (od 2020)